# Гостевой клуб лицея Оран
Гостевой клуб лицея Оран (яп. 桜蘭高校ホスト部 О:ран Ко:ко: Хосуто Курабу) — манга, созданная мангакой Биско Хатори и рассказывающая о хост-клубе, созданном учащимися в привилегированной старшей школе Оран.
Манга начала выходить 5 августа 2003 года, в журнале LaLa издательства Hakusensha, последняя глава вышла в ноябре 2010 года. Всего было выпущено 18 томов. В России манга лицензирована издательством «Росмэн» и выходит с января 2012 года.
В 2006 году на канале «Animax» транслировался одноимённый аниме-сериал — 26-серийная экранизация манги, созданная студией Bones.

## Сюжет
Оранская старшая школа — привилегированное учебное заведение, в котором обучаются дети самых богатых и знатных семей Японии (дети политиков и воротил крупного бизнеса). В школе одни из лучших в стране преподавателей строят учебную программу таким образом, чтобы не слишком нагружать изнеженных богатых школьников. Благодаря такой заботе у них остаётся огромное количество свободного времени, которое они тратят на свои увлечения.
Одним из украшений Оранской школы считается так называемый «Хост-клуб», где богатые и красивые юноши используют свои природные способности, чтобы развлекать столь же богатых и красивых девушек с определённой выгодой для себя. Случайно в заброшенный музыкальный класс, в котором базируется этот клуб, попадает Харухи Фудзиока, который поступил в учебное заведение благодаря своим знаниям. Неудачно столкнув с подставки роскошную вазу стоимостью в 8 миллионов иен, стипендиат Фудзиока оказался в фактическом рабстве у богатых членов «Хост-клуба». Отныне он должен ходить в магазин, работать прислугой, выполнять мелкие поручения и делать прочую чёрную работу в клубе до самого выпуска, отрабатывая свой долг.
Однако позднее король клуба Тамаки Суо и его друзья решают сделать из Харухи нового члена клуба. Тамаки заявил, что простит весь долг Фудзиоки, если его выберет сотня клиенток. Несмотря на то, что эта идея не вызвала у Харухи большого энтузиазма, у него не оставалось другого выбора, кроме как согласиться на это предложение. Обучение почти не потребовалось, поскольку у Харухи оказались природные способности по привлечению внимания учениц. Но клиентки клуба даже не догадываются, что Харухи Фудзиока — девушка.

## Список персонажей

### Члены Гостевого клуба Оран
Харухи Фудзиока (яп. 藤岡 ハルヒ) — главная героиня аниме и манги. Ей абсолютно всё равно, в качестве мальчика или девочки воспринимают её окружающие. Фудзиока одевается в стиле унисекс, носит короткую стрижку, а также для указания себя использует местоимение дзибун (яп. 自分), которое может использоваться и женщинами и мужчинами. Такое поведение ввело в заблуждение членов Гостевого клуба, и они решили, что она мальчик. Даже после того как настоящий пол Харухи был раскрыт, она заявила, что ей всё равно, кем её считают. Фудзиока имеет независимый склад характера, но достаточно дружелюбна. Своих друзей слегка презирает за снобизм. Но, несмотря на это, Харухи умеет находить в каждом из них хорошие черты. По результатам многочисленных экспериментов, Тамаки и близнецы установили, что Харухи не боится фактически ничего из того, что обычно пугает девушек, однако обычная гроза вводит её в полную панику. У Харухи каштановые волосы и карие глаза.
Сэйю: Маая Сакамото
Тамаки Суо (яп. 須王 環 Суо: Тамаки) — президент Хост-клуба, блондин с фиалковыми глазами. Настоящее имя — Рене Тамаки Ришар Грантен. Внебрачный сын влиятельного японского бизнесмена Юдзуру Суо и французской аристократки. Был перевезён отцом из Франции в Японию, но так до конца и не признан семьёй Суо, особенно своей бабушкой. Несмотря на сложное детство и не вполне определённое будущее, Тамаки имеет отточенные светские манеры и жизнерадостный взгляд на окружающую действительность. Весьма впечатлителен, обидчив и добросердечен. Может найти психологический подход к любому человеку, однако когда дело касается лично его, он совершенно не проницателен. Не гонится за богатством семьи Суо, поэтому говорит, что может стать моделью, ученым или учителем. Увлекается традициями и культурой простолюдинов. Коллекционирует игрушки из обедов быстрого приготовления и наклейки с продуктов простолюдинской еды. Когда Тамаки был маленьким, его мама часто болела, отчего Рене грустил и не мог никому улыбаться. Как-то он подошёл к кровати своей больной мамы, и Анна-Софи (мать Тамаки) объяснила сыну, что даже когда она болеет, Анна-Софи радуется жизни и хочет, чтобы её сын также не унывал и не грустил по поводу болезни матери. Тамаки пообещал маме, что не будет унывать и теперь редко можно увидеть грустного Тамаки.

Члены Гостевого клуба Оран

Чтобы удовлетворить свою страсть к красивым играм и ненадолго уйти от жестокой реальности жизни верхушки общества, он создаёт Хост-клуб, собрав в него совершенно различных людей и сумев найти отдельный подход к каждому. Когда Харухи Фудзиока присоединилась к клубу, у Тамаки зародились отеческие чувства к ней, которые позднее, когда секрет Харухи был раскрыт, стали перерастать в любовь, из-за чего он стал ревновать её ко всем парням.
Сэйю: Мамору Мияно
Кёя Оотори (яп. 鳳 鏡夜 О:тори Кё:я) — вице-президент Хост-клуба, имеет тёмные волосы и носит очки. Хотя Тамаки — официальный лидер, вся деятельность Хост-клуба держится исключительно на Кёе. Он с лёгкостью может повлиять на решение президента и незаметно поддерживает порядок в Хост-клубе. Его часто называют серым кардиналом из-за того, что он может легко подтолкнуть президента клуба на верный путь, используя различные уловки. За жёсткий характер его называют «Король-демон». Кёя пользуется популярностью клуба в целях получения прибыли. Принципиально утверждает, что подружился с Тамаки и вступил в Хост-клуб лишь для своей выгоды. Но, несмотря на свои слова, Кёя очень дорожит дружбой с Тамаки и остальными членами клуба. Обычно ведёт себя невозмутимо и сдержанно, однако если вывести его из равновесия — в нём просыпается «злой демон с низким давлением». Кёя — младший из троих сыновей весьма влиятельной и богатой семьи. Кроме того, у него есть старшая сестра — Фуюми, с которой он в более близких отношениях по сравнению с братьями. Так как Кёя — младший сын, у него практически нет никаких шансов стать наследником семейного бизнеса Оотори, если только он не сможет превзойти братьев.
Сэйю: Масая Мацукадзэ
Хикару и Каору Хитатиин (яп. 常陸院 光 常陸院 馨 Хитати:н Хикару Хитати:н Каору) — рыжеволосые братья-близнецы. Эксплуатируют девушек-клиенток клуба, падких на «братскую любовь». До того, как Тамаки предложил им вступить в Хост-клуб, ни с кем из одноклассников не общались, предпочитая общество исключительно друг друга.
С детства любили играть в игру «Угадай, кто Хикару», заставляя тех, кто пытался с ними подружиться, познакомиться или просто поговорить, назвать точно, кто из них Каору, а кто — Хикару. Но никто не мог сделать этого. Харухи Фудзиока первая, кому удалось различить братьев. Братья Хитатиин — мастера фальшивых эмоций. Согласно манге, они научились этому у одной из нянь, к которой были сильно привязаны. До того, как братья не повстречали их новую горничную (по совместительству — няню) были безразличны ко всему и никак не проявляли ни радость, ни грусть. Взамен на код от сейфа семьи Хитатиин, братья поставили их няне условие, что она будет с ними играть пока отец не вернется из командировки. В течение четырёх дней няня играла с Хикару и Каору научив их не показывать их истинных чувств. За несколько дней до приезда отца няня услышала диалог братьев о том, что они спрятали код в копилке. Няня разбила копилку, украла код и содержимое сейфа (очень дорогие игрушки братьев Хитатиин). С тех пор братья стали применять умение скрывать свои эмоции. Оба брата симпатизируют Харухи. Хикару в манге признался в любви Харухи, но та его отвергла.
Сэйю: Кэнъити Судзумура (Хикару), Ёсинори Фудзита (Каору)
Ханинодзука Мицукуни (яп. 埴之塚 光邦) — старшеклассник 3-А класса старшей школы. Учится в одном классе с Такаси Моринодзука. Ему 18 лет, но у него маленький рост и лицо ребёнка. Посетительницы Хост-клуба видят в нём маленького ребёнка, который любит сладкое (особенно торты), свою любимую игрушку, розового плюшевого кролика Уса-тян, и цветники. В прошлом Хани являлся президентом школьного Карате-клуба и был лучшим бойцом в своём клане (клан Мицукини прославился своей школой боевых искусств) и неукоснительно подавлял любые проявления слабости в своём характере.
Тамаки заманил Хани в Хост-клуб, показав ему, что можно жить полной жизнью, не занимаясь ежедневной борьбой с самим собой, и пообещав, что Хани будет каждый день есть в клубе различные сладости. Хани привлекает клиенток своей необычайной наивностью и открытостью.
Сэйю: Аяка Сайто
Такаси Моринодзука (яп. 銛之塚 崇 Моринодзука Такаси) — двоюродный брат Хани, вступил в Хост-клуб только ради него. Несмотря на то, что он редко разговаривает и улыбается, у него много клиенток из-за привлекательной внешности и молчаливости. Большинство его клиенток — серьёзные и интровертные девушки. Кроме того, он национальный чемпион по кэндо. Мори всегда действует согласно своим инстинктам. Клан Моринодзука веками служил клану Мицукуни, но однажды их предки поженились, поэтому положение «слуга-хозяин» стёрлось. Но несмотря на это, Мори всегда следует за Хани.
Сэйю: Дайсукэ Кири

### Другие персонажи
Юдзуру Суо — отец Тамаки, учредитель академии Оран. Глава империи Суо, хотя фактически ей руководит его мать, Сидзуи Суо. Его брак был устроен матерью. Во время поездки во Францию он встретился с француженкой Анной-Софи Грантейн, в которую влюбился. Юдзуру хотел развестись и жениться на ней, однако его мать была категорически против этого. Несмотря на это (во время пребывания Тамаки в Японии), он осуществляет план по смещению матери с должности президента и возрождению бизнеса семьи Грантейн, дабы Тамаки и его мать могли выйти из-под контроля семьи Суо.
Навещая сына во Франции, любил рассказывать ему небылицы (например, как на него напали ниндзя или что Киото — японский Диснейленд).
Сэйю: Кадзухико Иноуэ
Рэнгэ Хосякудзи — менеджер Клуба свиданий. Наигравшись в симуляторы свиданий, она влюбилась в главного персонажа, как две капли воды похожего на Кёю. Познакомившись с Оотори, стала называть себя менеджером Хостов. Часто занимается косплеем. Мастер по созданию образов. Благоволит Кёе (именно к нему она и приехала), плохо относится к Тамаки, называя его «фальшивым принцем».
Сэйю: Кодзуэ Ёсидзуми
Умэхито Нэкодзава — руководитель клуба Чёрной магии, ученик третьего класса. Нэкодзава не переносит солнечный свет, поэтому вынужден всегда ходить в плаще и чёрном парике. На самом же деле он обладает привлекательной внешностью. Но его манеры и мрачность отталкивают людей (даже его собственную сестру). На правой руке всегда носит талисман своей семьи — куклу-кошку по имени «Березнев». Утверждает, что имел предков из России по фамилии Токаревы.
Кирими Нэкодзава — младшая сестра Умэхиты Нэкодзава — милая маленькая блондинка с большими бирюзовыми глазами. Воспитана на сказках о принцах и сёдзё-манге (любимый жанр «мужской гарем» (Сю:ти Никурин)). Боится темноты и кошек. Боготворит своего брата, хотя её представление о нём сформировано только рассказами слуг и портретом, на котором Нэкодзава изображён без плаща и парика.
Ясутика Ханинодзука — младший брат Хани, глава клуба карате. Ясутика имеет внешнее сходство с Хани, но выше его, носит очки и не позволяет себе слабостей (в том числе сладкого). Втайне восхищается братом, но при каждой встрече вызывает его на бой.
Касанода Рицу — преемник третьего главы Касанода, самого влиятельного клана якудза в Канто. Из-за своей внешности с детства воспитывался как будущий глава якудза. Появляется в 22 серии аниме сериала. Пытается завести друзей, чему просит научить его у Мори-семпая. В душе очень добрый и отзывчивый, но из-за своего воспитания не может проявлять эти качества своего характера на людях. Узнает тайну Харухи. Влюбляется в неё, но после того как был отвергнут, обещает навсегда остаться её другом.
Сэйю: Ватару Хатано
Аямэ Дзоноти — лучшая студентка 2-А среди девочек. Всегда в тройке лучших учеников. Холодная девушка, ненавидит шум, дождь и своего одногруппника Тамаки. Девушка носит школьное платье. У Аямэ прямые светлые волосы, которые она заплетает в хвост и чистый взгляд. Носит очки. Она помогала Харухи подготовиться к дополнительному тесту, чтобы та не была отчислена из Орана.
Фуюмэ Отори — старшая сестра Кёи и является старшим ребёнком в семье. Ей 24 года и она собирается выйти замуж. У неё чёрные кудрявые волосы. Эмоциональная и понимающая. Старается стать более хозяйственной, чтобы быть хорошей женой для своего будущего мужа.
Сиро Такаодзи — ученик начальной школы. Выше Хани-семпая, носит костюм начальной школы. Шатен. Попал в Хост-клуб из-за девочки, которая ему сильно нравится, желая заполучить её сердце, но времени было мало из-за того, что эта девочка вскоре должна была уехать. За время обучения у Тамаки был определён тип хоста (сорванец). Когда выясняется причина обучения его выгоняют из клуба, но его члены продолжают слежку. Хост-клуб видит, что девочка, которая нравится Такаодзи, приглашает мальчика сыграть на пианино отрывок из мелодии в четыре руки, но тот отказывается. Суо принудительно ведёт мальчика в 3 музыкальный кабинет и всю неделю обучает того играть на пианино отрывок, который Сиро должен был сыграть с одноклассницей. После отъезда объекта обожания ещё некоторое время работает в хост-клубе.
Сэйю: Дзюнко Такэути

### Клубы
- Клуб Белой Лилии

Клуб Белой Лилии, иначе известны как Дзука Клуб (яп. ヅカ部 Дзукабу), клуб ярых сторонников матриархата из женской Академии имени Св. Лобелии. Клуб находится также в академии. Учреждение находится в часе езды от Оран. Здесь девушки учатся с младших до старших классов, при том ученицы средних и старших классов живут в общежитии. Лидеры этого клуба — ученица второго класса Бенио Амакуса, ученица второго класса Сидзуру Маихара и ученица первого класса Хинако Цувабаки. Идолом Академии Св. Лобелии считается Бенио из-за своего «мальчикового» стиля и напористого характера. Клуб занимается постановками различных шоу, концертов, спектаклей. Любят распевно произносить имя св. Лобелии. Презирают Хост-клуб и стремятся переманить Харухи Фудзиоку к себе.
- Клуб журналистики

Впервые Клуб журналистики появляется в 14 серии, он переживает не лучшие времена, в его составе осталось лишь трое школьников: председатель Акира Комацудзава, и его подручные Тикагэ Юко и Томотика Сакё. Клуб занимается выпуском школьной газеты, которая из-за явной неправдоподобности описываемых в ней сплетен, не пользуется большой популярностью в академии Оран. Президент клуба стремится любой ценой добиться популярности и винит Тамаки в своих неудачах.
- Клуб карате

Капитаном этого клуба в младшей школе был Хани, но после того, как Тамаки переманил его в Хост-клуб, капитаном стал его младший брат — Ясутика.
- Клуб Чёрной магии

Большую часть времени члены клуба проводят в тускло освещённой комнате, изучая колдовство и мистические ритуалы. Клубом Чёрной магии руководит Юмэхито Нэкодзава.

## Список глав манги
| № | В Японии                                                                                 | В Японии                                                                                 | В России                                            | В России                                            |
| № | Дата публикации                                                                          | ISBN                                                                                     | Дата публикации                                     | ISBN                                                |
| --- | ---------------------------------------------------------------------------------------- | ---------------------------------------------------------------------------------------- | --------------------------------------------------- | --------------------------------------------------- |
| 1 | 5 августа 2003 год                                                                       | ISBN 4592174488                                                                          | 15 января 2012 год                                  | ISBN 978-5-353-05526-6                              |
| - Глава 1 - Глава 2 - Глава 3 - Дополнительная глава. Кролик Хани-сэмпая - Клуб эгоистов | - Глава 1 - Глава 2 - Глава 3 - Дополнительная глава. Кролик Хани-сэмпая - Клуб эгоистов | - Глава 1 - Глава 2 - Глава 3 - Дополнительная глава. Кролик Хани-сэмпая - Клуб эгоистов | Персонажи на обложке - Харухи Фудзиока - Тамаки Суо | Персонажи на обложке - Харухи Фудзиока - Тамаки Суо |
| Харухи Фудзиока, ученица элитного лицея Оран, случайно попадает в кабинет музыки № 3. Там она сталкивается с шестью юношами из «Гостевого клуба». После непродолжительного разговора Харухи случайно разбивает вазу стоимостью 8 миллионов йен. У Фудзиоки не остаётся другого выбора, кроме как отработать долг. |                                                                                          |                                                                                          |                                                     |                                                     |

## Список серий аниме
| Список серий | Список серий | Список серий          |
| № серии      | Название серии | Трансляция в Японии   |
| ------------ | --- | --------------------- |
| 1            | С сегодняшнего дня ты вступаешь в «Клуб Свиданий» «Kyō kara Kimi wa Hosuto da» (今日から君はホストだ)                      | 5 апреля 2006 года    |
| 2            | Работа «Клуба Свиданий» «Kōkōsei Hosuto no O-shigoto» (高校生ホストのお仕事)                                               | 12 апреля 2006 года   |
| 3            | Будь осторожен на мед. осмотре «Shintai Kensa ni Go-yōjin» (身体検査にご用心)                                              | 19 апреля 2006 года   |
| 4            | Нашествие менеджера в юбке «Joshi Manējā Shūrai» (女子マネージャー襲来)                                                    | 26 апреля 2006 года   |
| 5            | Ссора Близнецов «Futago Kenkasuru» (双子ケンカする)                                                                        | 3 мая 2006 года       |
| 6            | Скандалист в «Клубе Свиданий» «Shōgakusei Hosuto wa Yancha-kei» (小学生ホストはやんちゃ系)                                 | 10 мая 2006 года      |
| 7            | Сигнал SOS из бассейна в джунглях «Janguru Pūru SOS» (ジャングルプールSOS)                                                 | 17 мая 2006 года      |
| 8            | Солнце, пляж и «Клуб Свиданий» «Taiyō to Umi to Hosuto-bu» (太陽と海とホスト部)                                            | 24 мая 2006 года      |
| 9            | Вызов девушкам из академии св. Лобелии «Roberia Jogakuin no Chōsen» (ロベリア女学院の挑戦)                                 | 31 мая 2006 года      |
| 10           | Повседневная жизнь семьи Фудзиока «Fujioka-ke no Nichijō» (藤岡家の日常)                                                   | 6 июня 2006 года      |
| 11           | Братишка—принц «Onii-chama wa Ōji-sama» (お兄ちゃまは王子様)                                                               | 13 июня 2006 года     |
| 12           | Три несладких дня Хани-семпая «Hanī-senpai no Amakunai Mikkakan» (ハニー先輩の甘くない三日間)                              | 20 июня 2006 года     |
| 13           | Харухи в Стране Чудес «Fushigi no Kuni no Haruhi» (不思議の国のハルヒ)                                                     | 27 июня 2006 года     |
| 14           | Интервью со знаменитым «Клубом Свиданий» «Uwasa no Hosuto-bu o Shuzaise yo» (噂のホスト部を取材せよ)                       | 4 июля 2006 года      |
| 15           | Освежающая битва в Каруидзаве «Karuizawa Sawayaka Batoru» (軽井沢さわやかバトル)                                           | 11 июля 2006 года     |
| 16           | Первое свидание Харухи и Хикару: план боевых действий «Haruhi to Hikaru Hatsu Dēto Daisakusen» (ハルヒと光 初デート大作戦) | 18 июля 2006 года     |
| 17           | Выходной, о котором Кёя не просил «Kyōya no Fuhon'i na Kyūjitsu» (鏡夜の不本意な休日)                                      | 25 июля 2006 года     |
| 18           | Чика-кун заявляет, что он победит Хани «Chika-kun no Hanī Datō Sengen» (チカ君のハニー打倒宣言)                            | 2 августа 2006 года   |
| 19           | Контратака девушек из школы «Лобелия» «Roberia Jogakuin no Gyakushū» (ロベリア女学院の逆襲)                                | 9 августа 2006 года   |
| 20           | Дверь, которую открыли близнецы «Futago ga Aketa Tobira» (双子があけた扉)                                                  | 15 августа 2006 года  |
| 21           | До тех пор, пока карета не станет тыквой «Itsuka Kabocha ni naru Hi made» (いつかカボチャになる日まで)                     | 23 августа 2006 года  |
| 22           | У Мори-сэмпая хотят учиться «Mori-senpai ni Deshiiri Shigan» (モリ先輩に弟子入り志願)                                      | 30 августа 2006 года  |
| 23           | Чёрная меланхолия Тамаки «Tamaki no Mujikaku na Yūutsu» (環の無自覚な憂鬱)                                                 | 6 сентября 2006 года  |
| 24           | И вот, Кёя встретил его «Soshite Kyōya wa Deatta» (そして鏡夜は出会った)                                                   | 13 сентября 2006 года |
| 25           | Декларация о закрытии «Клуба свиданий» «Hosuto-bu Kaisan Sengen» (ホスト部解散宣言)                                        | 20 сентября 2006 года |
| 26           | Наш Оранский фестиваль «Kore ga Oretachi no Ōran-sai» (これが俺たちの桜蘭祭)                                               | 27 сентября 2006 года |

## Музыка
- Открывающая композиция — «Sakura Kiss», в исполнении Тиэко Кавабэ (яп. 河辺千恵子 Chieko Kawabe).
- Закрывающая композиция — Shissou в исполнении Last Alliance.

## Игры
- 19 апреля 2007 года вышла игра «Ouran Koukou Host Club» (яп. 桜蘭高校ホスト部, Хост-клуб Оранской школы) для PlayStation 2.[6][7]
- 19 марта 2009 года вышла игра «Ouran Koukou Host Club» (яп. 桜蘭高校ホスト部, Ouran Koukou Host-Bu) для Nintendo DS